# Hollywood (album de Véronique Sanson)
Cet article concerne l'album de Véronique Sanson. Pour l'album de Johnny Hallyday, voir Hollywood.
Pour les articles homonymes, voir Hollywood (homonymie).
Albums de Véronique Sanson
Live at the Olympia
(1976) 7ème
(1979)
Hollywood est le cinquième album studio de la chanteuse Véronique Sanson, sorti le 12 octobre 1977.
Cet album a été certifié double disque d'or pour plus de 200 000 exemplaires vendus en France.
L'album est écrit alors qu'elle a quitté les montagnes du Colorado où elle vivait avec Stephen Stills et qu'ils se sont installés à Bel Air avec leur fils Christopher.

## Titres
| No  | Titre                                      | Durée |
| --- | ------------------------------------------ | ----- |
| 1.  | Bernard's Song (Il n'est de nulle part)    | 6:20  |
| 2.  | Les Délices d'Hollywood                    | 4:11  |
| 3.  | Comment crois-tu que la musique vienne     | 4:02  |
| 4.  | J'ai perdu ton adresse                     | 3:29  |
| 5.  | Y'a pas de doute il faut que je m'en aille | 4:02  |
| 6.  | Harmonies                                  | 3:40  |
| 7.  | Féminin                                    | 3:04  |
| 8.  | L'amour est différent                      | 4:27  |
| 9.  | How Many Lies                              | 4:18  |
| 10. | Les Délires d'Hollywood                    | 1:15  |

## Crédits
Paroles et musique : Véronique Sanson 

Chœurs : Alain Chamfort, Véronique Sanson sauf How many lies Eric Estève et Véronique Sanson 

Piano : Véronique Sanson 

Fender Rhodes, clavinet, moog : John Barnes 

Basse : Henry Davis, Willy Weeks 

Guitares : Ray Parker Jr., David Tee, Richie Zito 

Batterie : James Gadson, Harvey Mason, Jim Gordon 

Percussions : Bobbie Hallporter 

Enregistré à Los Angeles en février, mars et avril 1977. 

Mixé par David Hensen et Bernard Saint-Paul

## Singles
- How many lies/Féminin - 1977
- Bernard's song/Harmonies - (single promo) 1977
- Bernard's song/L'amour est différent - (maxi 45t promo) 1977
- Bernard's song/Harmonies - 1977, Canada
- Y a pas de doute, il faut que je m'en aille/Féminin - 1977, Canada
- Féminin/How Many Lies - 1977, Japon